# Rio Negro (rivière du Mato Grosso do Sul)
Pour les articles homonymes, voir Río Negro.
Le río Negro (en français : rivière Noire) est une rivière dont le parcours marque la frontière entre Brésil et la Bolivie, faisant partie du bassin de la Plata et jetant dans le río Paraguay dont elle est un affluent.